# آلیل‌دار کردن کربونیل
در شیمی آلی، آلیل‌دار کردن یا آلیلاسیون کربونیل(به انگلیسی: Carbonyl allylation) روش‌هایی را برای افزودن یک آنیون آلیل به یک آلدهید یا کتون برای تولید یک الکل هوموآلیلیک توصیف می‌کند. آلیل‌دار کردن کربونیل اولین بار در سال ۱۸۷۶ توسط الکساندر زایتسف گزارش شد و از یک واکنشگر آلیل روی استفاده کرد.